# Croquet op de Olympische Zomerspelen 1900

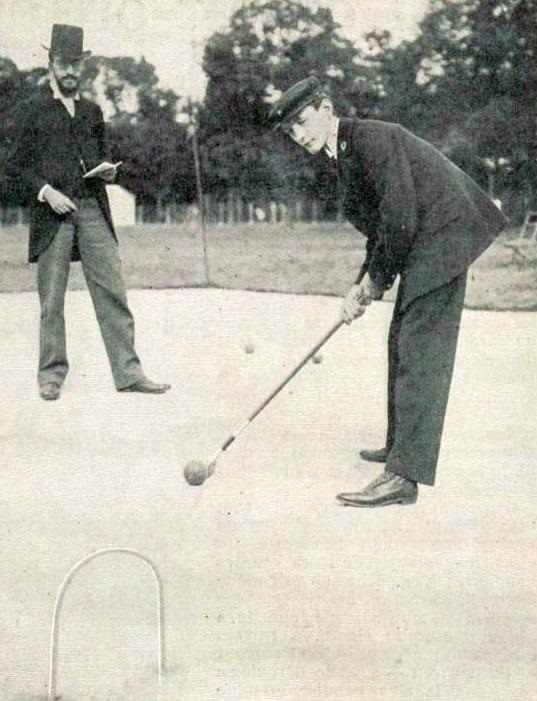
Croquet op de Spelen van 1900.

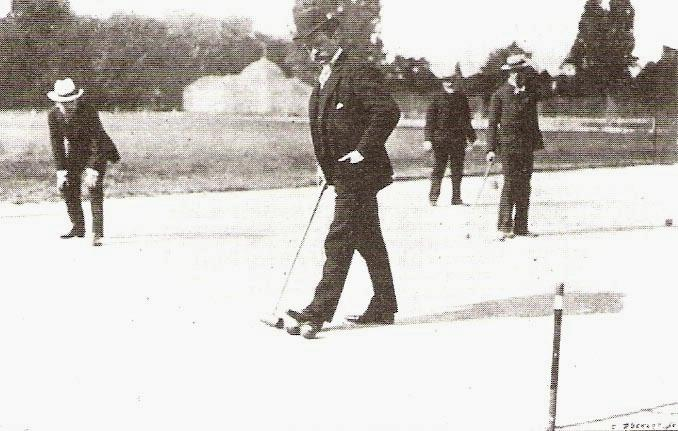
Croquet op de Spelen van 1900.

Croquet is een van de sporten die beoefend werden tijdens de Olympische Zomerspelen 1900 in Parijs. Deze sport stond alleen op deze editie op het programma. Aan het toernooi namen zeven mannen en drie vrouwen deel aan drie open onderdelen.

## Uitslagen

### Enkelspel, één bal (o)
| rang   | sporter               | land | ronde 1 | ronde 2 | finale |
| ------ | --------------------- | ---- | ------- | ------- | ------ |
| Goud   | Gaston Aumoitte       | FRA  | 18      | 18      | 15     |
| Zilver | Georges Johin         | FRA  | 13      | 16      | 21     |
| Brons  | Chrétien Waydelich    | FRA  | 11      | 20      |        |
| 4      | Al. Blachère          | FRA  | 17      | 22      |        |
| 5      | Mme. Desprès          | FRA  | 24      |         |        |
| —      | Jeanne Filleaul-Brohy | FRA  | DNF     |         |        |
| —      | Marie Ohnier          | FRA  | DNF     |         |        |
| —      | Jacques Sautereau     | FRA  | DNF     |         |        |
| —      | Marcel Haëntjens      | BEL  | DNF     |         |        |

### Enkelspel, twee ballen (o)
| rang   | sporter               | land |
| ------ | --------------------- | ---- |
| Goud   | Chrétien Waydelich    | FRA  |
| Zilver | Maurice Vignerot      | FRA  |
| Brons  | Jacques Sautereau     | FRA  |
| 4      | Al. Blachère          | FRA  |
| —      | Mme. Desprès          | FRA  |
| —      | Jeanne Filleaul-Brohy | FRA  |

### Dubbelspel (o)
| rang | sporter                       | land |
| ---- | ----------------------------- | ---- |
| Goud | Gaston Aumoitte Georges Johin | FRA  |

Slechts één team nam deel.

## Medaillespiegel
| rang   | land      | goud | zilver | brons | totaal |
| ------ | --------- | ---- | ------ | ----- | ------ |
| 1      | Frankrijk | 3    | 2      | 2     | 7      |
| Totaal | Totaal    | 3    | 2      | 2     | 7      |

Parijs 1900 
Olympische medaillewinnaars
Atletiek · Boogschieten · Cricket · Croquet · Golf · Paardensport · Pelota · Polo · Roeien · Rugby · Schermen · Schietsport · Tennis · Touwtrekken · Turnen · Voetbal · Waterpolo · Wielersport · Zeilen · Zwemmen